# Vera Mereuță
Vera Mereuță (născută Vera Grigorieva, n. 27 noiembrie 1937, Transnistria) este o actriță și profesoară de teatru din Republica Moldova.

## Educație
A început în 1955-1960 studiile la Școala de Teatru „Boris Șciukin”⁠(d) din Moscova, sub îndrumarea urmașilor lui Evgheni Vahtangov.

## Activitate teatrală
În 1960 a venit la Chișinău, unde a fondat, alături de alți actori, Teatrul „Luceafărul”. S-a remarcat cu rolul Mariett din Costum de nuntă, spectacolul care i-a adus, de altfel, licența în teatru. Mai apoi, a jucat rolul băiatului care fură mere în spectacolul Copiii și merele de Constantin Condrea. 
Din 1963, cu întreruperi prin cumul, lector la disciplina Arta vorbirii critice la Conservatorul de Stat G. Musicescu.
După trei ani la „Luceafărul” a trecut la Comitetul de Stat de Radiodifuziune și Televiziune din Republica Moldova. A fost crainică de radio, a prezentat emisiuni TV pentru copii: Noapte bună, Curcubeul fermecat, Cucurigu, Știe buna o poveste, a recitat versuri, a jucat în spectacole de teatru televizat. În acele timpuri era cunoscută drept „vocea de aur” a radioului din Moldova datorită vorbirii corecte și literare. Din 1997 este profesoară la Academia de Muzică, Teatru și Arte Plastice din Chișinău.
Distincții: Artistă Emerită din R.S.S.M (1990)

## Cărți
A scris mai multe cărți și manuale de vorbit corect.
- Vorbirea expresivă, 1997;
- Logica vorbirii scenice, 2005;
- Monologul, 2005;
- Recitatea, 2006;
- Arta vorbirii scenice, 2017.